# Coproporus colchicus
Coproporus colchicus är en skalbaggsart som beskrevs av Ernst Gustav Kraatz 1858. Coproporus colchicus ingår i släktet Coproporus, och familjen kortvingar. Arten är reproducerande i Sverige.